# Janina Elżbieta Karney
Janina Elżbieta Karney (ur. 1 marca 1938, zm. 19 października 2021) – polska psycholog i pedagog, doktor habilitowany, specjalistka w dziedzinie psychologii i pedagogiki pracy oraz psychologii klinicznej, trener w szkoleniach kadry kierowniczej.

## Działalność

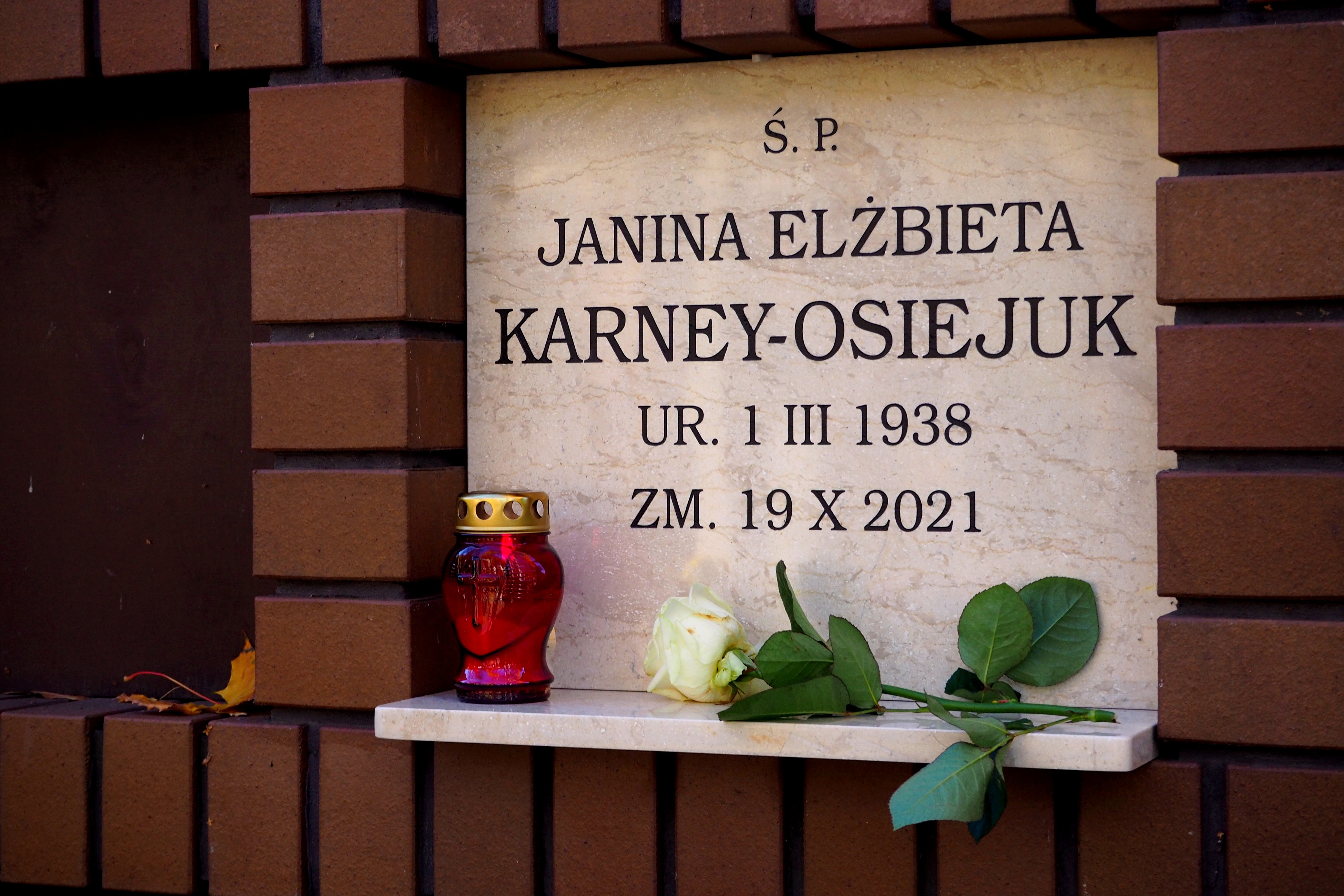
Grób prof. Janiny Elżbiety Karney na Cmentarzu Powązkowskim w Warszawie

Była zatrudniona jako nauczyciel akademicki Wydziału Psychologii Uniwersytetu Warszawskiego (kierownik specjalizacji Psychologia Pracy), a następnie Wydziału Pedagogiki UW (kierownik Pracowni Pedagogiki Pracy w Katedrze Edukacji Ustawicznej i Andragogiki). Pracowała także jako profesor nadzwyczajny Chrześcijańskiej Akademii Teologicznej w Warszawie i kierownik Katedry Podstawowych Problemów Wychowania na tejże uczelni. Współzałożycielka Wyższej Szkoły Humanistycznej im. Aleksandra Gieysztora w Pułtusku (obecnie Akademia Humanistyczna im. Aleksandra Gieysztora w Pułtusku) i dziekan Wydziału Pedagogicznego na tejże uczelni w latach 1994-2005. 
Autorka wznawianego podręcznika akademickiego Psychopedagogika pracy. Wybrane zagadnienia z psychologii i pedagogiki pracy. 
Zmarła 19 października 2021. Została pochowana 29 października 2021 na Cmentarzu Powązkowskim w Warszawie (Kolumbarium VI-2-13).

## Publikacje
- Człowiek w środowisku pracy. Wybrane zagadnienia (Instytut Wydawniczy Związków Zawodowych, Centrum Studiów Związków Zawodowych, Warszawa 1988)
- Osobowość menedżera czyli jak zostać dyrektorem jutra” (Międzynarodowa Szkoła Menedżerów], Warszawa 1991)
- Podstawy psychologii i pedagogiki pracy (Wyższa Szkoła Humanistyczna imienia Aleksandra Gieysztora w Pułtusku, Pułtusk 2004)
- Psychopedagogika pracy. Wybrane zagadnienia z psychologii i pedagogiki pracy (Wydawnictwo Akademickie "Żak" Teresa i Józef Śniecińscy, Warszawa 2007 ISBN 83-89501-66-0)